# Подбужская волость
Подбужская волость — волость Жиздринского уезда Калужской (с 1920 — Брянской) губернии. Административный центр — село Подбужье.

## История
Подбужская волость образована в ходе реформы 1861 года. Первоначально в состав волости входило 6 селений: села Подбужье, Буяновичи и Пеневичи, деревни Елдохово, Нехочи и Слобода.
На 1880 год в составе волости числилось 26 075 десятин земли. Население волости составляло в 1880 году — 11 545, в 1892 — 13 193, в 1913 — 16 973 человек.
В волости находилось три церковных прихода. Один в селе Подбужье — Церковь Покрова Пресвятой Богородицы. «Кирпичная одноэтажная церковь с трапезной, колокольней и тёплым Никольским приделом построена в центре села в 1822—1823 на средства прихожан. Закрыта оккупантами в 1941, повреждена взрывом в 1943, несколько лет вновь действовала, после чего окончательно закрыта, обращена в мельницу. К нач. 1960-х постепенно разобрана на кирпичи». Второй — в селе Буяновичи — Церковь Николая Чудотворца. «Кирпичная одноэтажная трёхпрестольная церковь с колокольней построена в 1823 вместо прежней деревянной на средства прихожан.  Закрыта в 1930, вновь действовала в 1941—1943, взорвана фашистами при отступлении в 1943. На месте храма поставлена церковь-часовня Флора и Лавра». Третий в селе Пеневичи — Церковь Успения Пресвятой Богородицы. «Деревянная трёхпрестольная церковь с колокольней построена в 1874—1876 на средства прихожан. Освящена 18.01.1876. Закрыта и разрушена после 1933. На месте церкви выстроен дом культуры».
1 апреля 1920 года Жиздринский уезд и Подбужская волость в его составе были перечислены в Брянскую губернию.
В 1924—1926 годах в ходе укрупнения волостей Ловатская, Овсорокская, Огорская, Подбужская и часть Пупковской были объединены в Судимирскую волость.
В 1929 году Брянская губерния и все её уезды были упразднены, а их территория вошла в состав новой Западной области.
С 1944 года территория Подбужской волости относится к Хвастовичскому району Калужской области.